# Подрезово (Московская область)
Подрезово — деревня в городском округе Мытищи Московской области России. Население — 99 чел. (2010).

## География
Расположена на севере Московской области, в юго-восточной части Мытищинского района, на Осташковском шоссе, примерно в 7 км к северу от центра города Мытищи и 9 км от Московской кольцевой автодороги, на южном берегу Пироговского водохранилища системы канала имени Москвы.
В деревне 15 улиц, 19 переулок, 2 проезда, тупик, приписано 2 садоводческих товарищества. Связана автобусным сообщением с районным центром и городом Москвой (маршруты № 31, 314, 438). Ближайшие населённые пункты — деревни Болтино, Зимино, Пирогово и посёлок Мебельной фабрики.

## Население
| 1852 | 1859 | 1890 | 1899 | 1926 | 2002 | 2010 |
| ---- | ---- | ---- | ---- | ---- | ---- | ---- |
| 68   | ↘55  | ↘45  | ↘39  | ↗68  | ↘64  | ↗99  |

## История
В середине XIX века деревня относилась ко 2-му стану Московского уезда Московской губернии и принадлежала графу Шереметеву, в деревне было 9 дворов, крестьян 25 душ мужского пола и 43 души женского.
В «Списке населённых мест» 1862 года — владельческая деревня Московского уезда по левую сторону Ольшанского тракта (между Ярославским шоссе и Дмитровским трактом), в 18 верстах от губернского города и 9 верстах от становой квартиры, при реке Клязьме, с 11 дворами и 55 жителями (21 мужчина, 34 женщины).
По данным на 1899 год — деревня Троицкой волости Московского уезда с 39 жителями.
По материалам Всесоюзной переписи населения 1926 года — деревня Болтинского сельсовета Пушкинской волости Московского уезда в 1,5 км от Сеноедовского шоссе и 8,5 км от станции Мытищи Северной железной дороги, проживало 68 жителей (30 мужчин, 38 женщин), насчитывалось 13 хозяйств, из которых 11 крестьянских.
С 1929 года — населённый пункт в составе Мытищинского района Московского округа Московской области. Постановлением ЦИК и СНК от 23 июля 1930 года округа как административно-территориальные единицы были ликвидированы.
Административная принадлежность
1929—1954 гг. — деревня Болтинского сельсовета Мытищинского района.
1954—1959 гг. — деревня Беляниновского сельсовета Мытищинского района.
1959—1963, 1965—1994 гг. — деревня Коргашинского сельсовета Мытищинского района.
1963—1965 гг. — деревня Коргашинского сельсовета Мытищинского укрупнённого сельского района.
1994—2006 гг. — деревня Коргашинского сельского округа Мытищинского района.
2006—2015 гг. — деревня городского поселения Мытищи Мытищинского района.